# Georg Schariczer von Rény

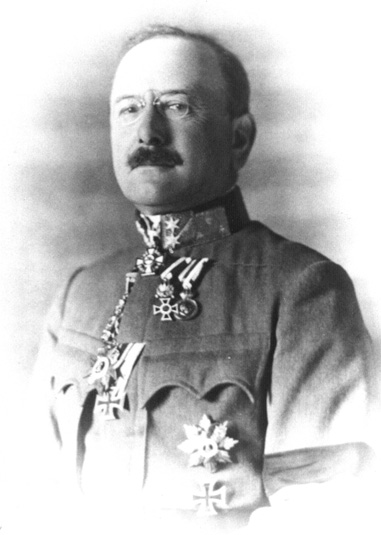
Georg Schariczer von Rény, 1917.

Georg Schariczer, seit 1911 Schariczer de Rény, seit 1917 Baron (* 6. Juni 1864 in Zombor, Ungarn; † 26. Februar 1945 in Pressburg), war ein österreichisch-ungarischer Truppenführer des Ersten Weltkrieges, zuletzt General der Infanterie.

## Frühe Militärkarriere
Georg Schariczer wurde 1864 als Sohn des k.u.k. Hauptmanns Attila Schariczer geboren. Nach der Militäroberrealschule in Mährisch-Weißkirchen absolvierte er die Theresianische Militärakademie in Wiener Neustadt und wurde nach seinem Eintritt beim k.u.k. Infanterieregiment Nr. 72 am 1. November 1884 zum Leutnant ernannt. Mit 1. Januar 1889 zum Oberleutnant ernannt besuchte er die Kriegsschule in Wien und fand im Stab der 2. Infanterie-Brigade in Sarajevo Verwendung. Von 1887 bis 1889 besuchte er die Kriegsakademie in Wien und wurde 1893 zum Hauptmann im Generalstabskorps befördert. Am 1. Mai 1890 wechselte er in den Stabsdienst der 1. Infanterie-Brigade. Ab 1. Mai 1893 diente er im Stab des IV. Armeekorps in Budapest danach beim Infanterie-Regiment 72. Am 1. Mai 1899 wurde er zum Major befördert und erhielt die Ernennung zum Chef des Stabes der k.u.k 17. Infanterietruppen-Division. Im Jahr 1902 wurde er Stabschef des k.u.k. XIV. Korps und erreichte am 1. Mai 1903 den Rang eines Oberstleutnants.
Im Oktober 1904 übernahm Schariczer das Kommando über das Infanterie-Regiment Nr. 37 in Großwardein (Nagyvárad). Am 1. Mai 1906 (mit Wirkung ab 19. Juni) wurde er zum Oberst befördert. Kurze Zeit später, am 17. August 1906 wurde er zum Leiter der 6. Abteilung im Kriegsministerium in Wien bestellt.  Am 5. November 1908 wurde Oberst Schariczer Flügeladjutant und persönlicher Referent des Generalinspekteurs der k.u.k. Streitkräfte, General der Kavallerie Erzherzog Eugen. 
Mit Allerhöchster Entschließung Kaiser Franz Josephs vom 29. März 1911 erhielt Schariczer den ungarischen Adelsstand mit dem Prädikat „de Rény“ verliehen. Am 1. November 1911 (mit Wirkung vom  2. Dezember) wurde er zum Generalmajor befördert.
Er fungierte danach als persönlicher Adjutanten des neuen Armeeinspekteurs, General Franz Conrad von Hötzendorf und wurde 1912 Chef der Operationskanzlei des Armeeinspekteurs. Am 19. März 1913 übernahm Generalmajor Schariczer das Kommando über die 27. Infanterie-Brigade in Pozsony/Pressburg.

## Im Weltkrieg

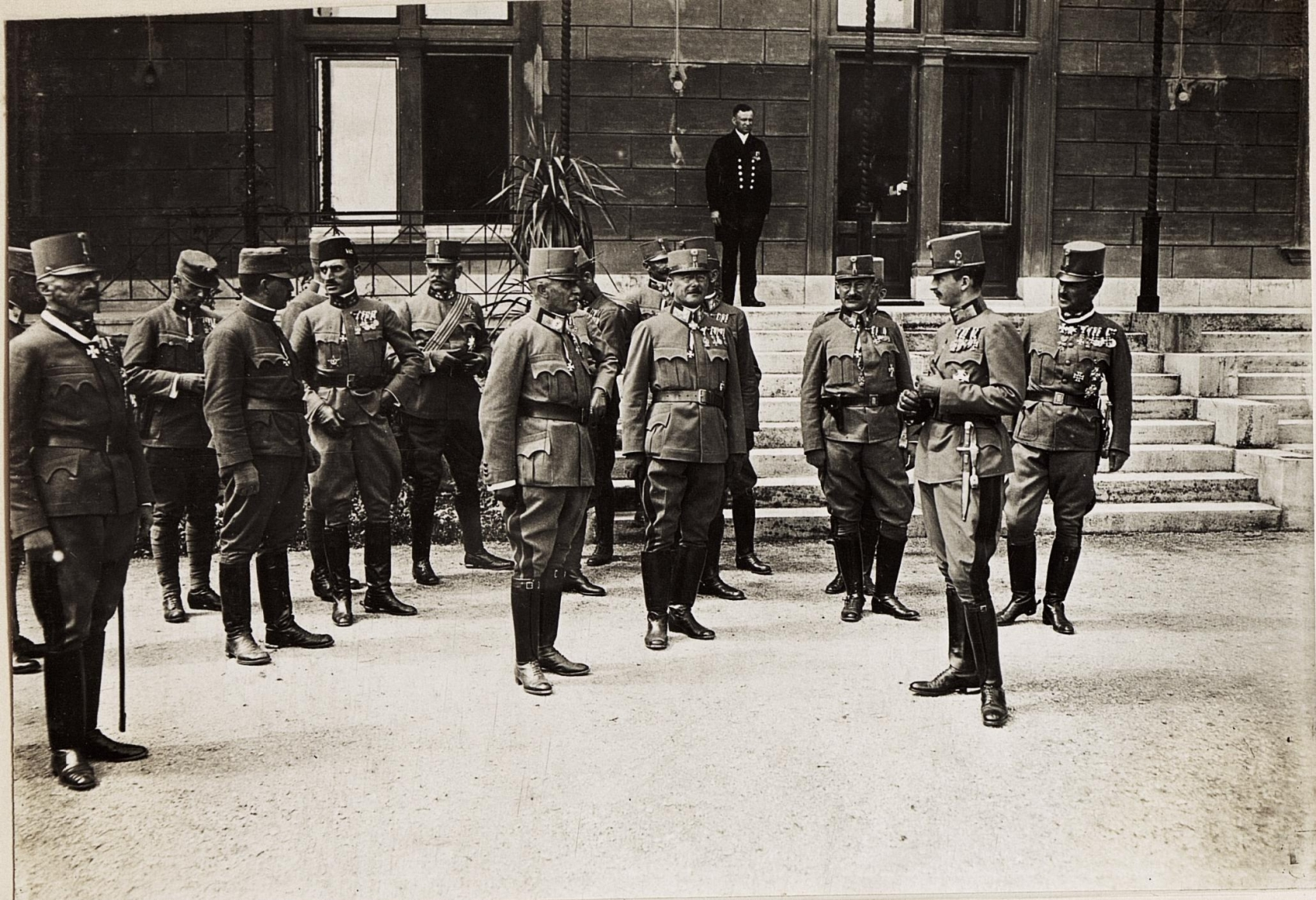
180. Promotion des Militär-Maria-Theresien-Ordens am 17. August 1917 in der Villa Wartholz, bei der auch Feldmarschalleutnant Schariczer (Bildmitte, mit Monokel und Blick zur Kamera) sein Ordenskreuz erhielt

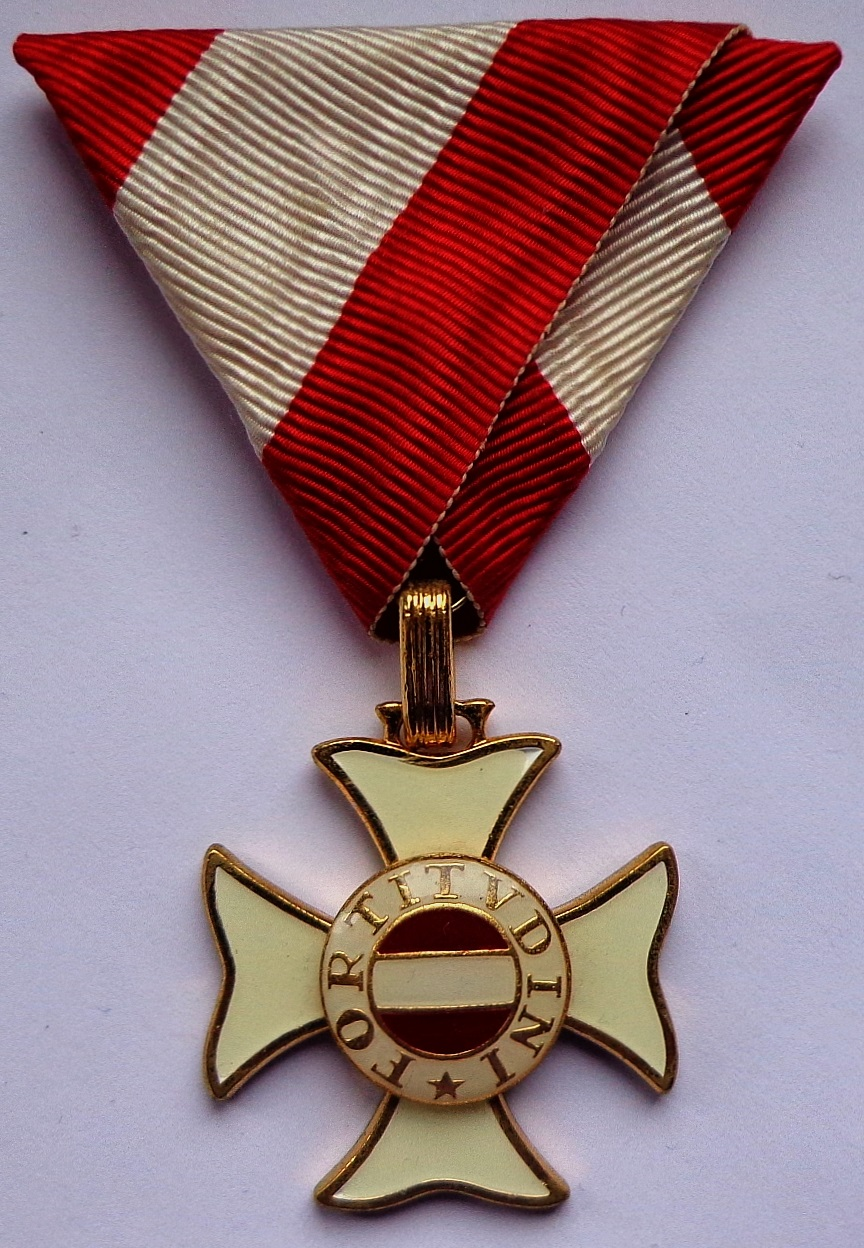
Ritterkreuz des Militär-Maria-Theresien-Ordens

Zu Beginn des Ersten Weltkriegs führte Schariczer seine Brigade im Verband der 14. Infanterietruppen-Division (Hugo Martiny) im Zentrum der k.u.k. 1. Armee in der Schlacht von Kraśnik. Das unterstellte Infanterie-Regiment 76 unter Oberst Boeriu erstürmte dabei am 23. August die Höhen von Polichna. Schariczer erhielt für diesen Erfolg am 21. September 1914 das Ritterkreuz des Maria Theresien-Ordens zugesprochen, die Verleihung und seine Erhebung in den Stand eines ungarischen Barons erfolgten am 17. August 1917.
Im September 1914 übernahm Schariczer das Kommando über die dem XII. Korps unterstellte k.u.k. 16. Infanterietruppen-Division, welche sich nach der Niederlage an der Wereszyca, nach Sanok zurückziehen musste. Im Herbst verlegte das k.u.k. XII. Korps unter General von Kövess mit der 16. und 35. Division nach Russisch-Polen. Am 24. Dezember 1914 wurde Schariczer zum Feldmarschallleutnant befördert. Im Rahmen der „Armee-Abteilung Woyrsch“ stand die 16. Division bis 1916 unter dem Kommando des neuen Korpskommandanten General der Infanterie Johann von Henriquez.
Nachdem General Brussilow die russische Sommeroffensive 1916 begonnen hatte, wechselte Schariczers Division Ende August 1916 an die italienische Front und wurde sofort in die Abwehrkämpfe der Neunten Isonzoschlacht verwickelt. Am 22. November 1916 ersetzte er Erzherzog Joseph als Kommandierenden General des k.u.k. VII. Korps auf der Karsthochfläche an der südlichen Isonzofront.
In der Zehnten Isonzoschlacht im Mai 1917 konnte der Angriff der italienischen 3. Armee nur unter dem Preis hoher Verluste gestoppt werden. Schariczers Korps unterstützte dabei seinen südlichen Nachbarn, das von den Italienern schwer bedrängte k.u.k. XXIII. Armeekorps unter General Schenk und verhinderte durch einen Gegenangriff den Verlust der strategischen Hafenstadt Triest. Nach dem Durchbruch der Mittelmächte in der 12. Isonzoschlacht (Caporetto), führte General Schariczer seine Verbände im Rahmen der 1. Isonzo-Armee unter Generaloberst Wenzel von Wurm in Richtung des Tagliamento bis zum Fluss Piave.
Am 15. Mai 1918 wurde er in den Rang eines Generals der Infanterie befördert. Während der fehlgeschlagenen Angriffe in der Zweiten Piaveschlacht (15.–25. Juni 1918) rang das VII. Korps vergeblich bei Noventa di Piave und zog sich schließlich über den Fluss Livenza zurück. Schariczer führte im November 1918 seine Truppen beim allgemeinen Rückzug der k.u.k Streitkräfte wieder über den Tagliamento zurück und blieb bis zum Waffenstillstand im Amt. Am 1. Dezember 1918 verließ er die Front und zog sich am 1. Januar 1919 in den Ruhestand zurück.